# Velikonoční jízda

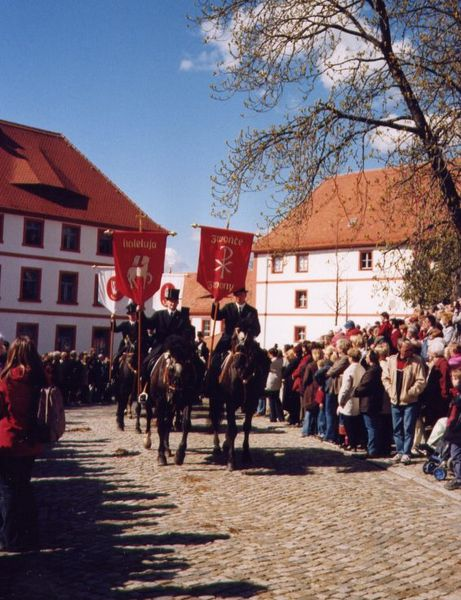
Velikonoční jízda v klášteře Mariina Hvězda (Marienstern, Panschwitz-Kuckau)

Velikonoční jízdy, také Jízdy křižáků či Jízda kolem osení (hornolužickosrbsky Jutrowne jěchanje, také Křižerjo, německy Osterreiten, také Kreuzreiten) jsou starý velikonoční zvyk, který se do současnosti dochoval především v německé Lužici, Horním Slezsku a také na dvou místech v Česku: v Lukavci v českém Slezsku a v Mikulášovicích ve Šluknovském výběžku (tradice obnovena roku 2011). Podobnou jízdou s žehnáním a průvodem koní (ale nesouvisející s Velikonocemi) je jízda sv. Linharta v pošumavském Uhlišti.

## Popis
Původ tradice velikonočních jízd je v pohanských oslavách příchodu jara a žehnání úrody. Křesťanství tuto tradici převzalo a přeměnilo ji v oslavu zmrtvýchvstání Krista. Pro jízdy je typické procesí jezdců na koních v různě zdobených oblecích s cylindry na hlavách. Počty jezdců se různí, v největších bývá i několik stovek jezdců. Jezdci se sejdou před kostelem, kde dostanou požehnání, a spolu s průvodem věřících se vydají na průvod obcí (nebo mezi obcemi) za zpěvu písní.

## Procesí
V současnosti jezdí 5 procesí v Horní Lužici (z toho u 4 z nich jedou jezdci ze dvou obcí proti sobě a po cestě se potkají) a 2 v Česku:
- Ralbice-Róžant (Ralbicy-Róžant) – Wittichenau (Kulow)
- Crostwitz (Chrósćicy) – Panschwitz-Kuckau (Pančicy-Kukow)
- Radibor (Radwor) – Storcha (Baćoń)
- Nebelschütz (Njebjelčicy) – Ostro (Wotrow)
- Budyšín (Budyšin/Bautzen) – Radibor (Radwor) – bez setkání obou skupin
- Lukavec
- Mikulášovice – tradice ukončena 1938 nacisty, obnovena 2011

## Galerie

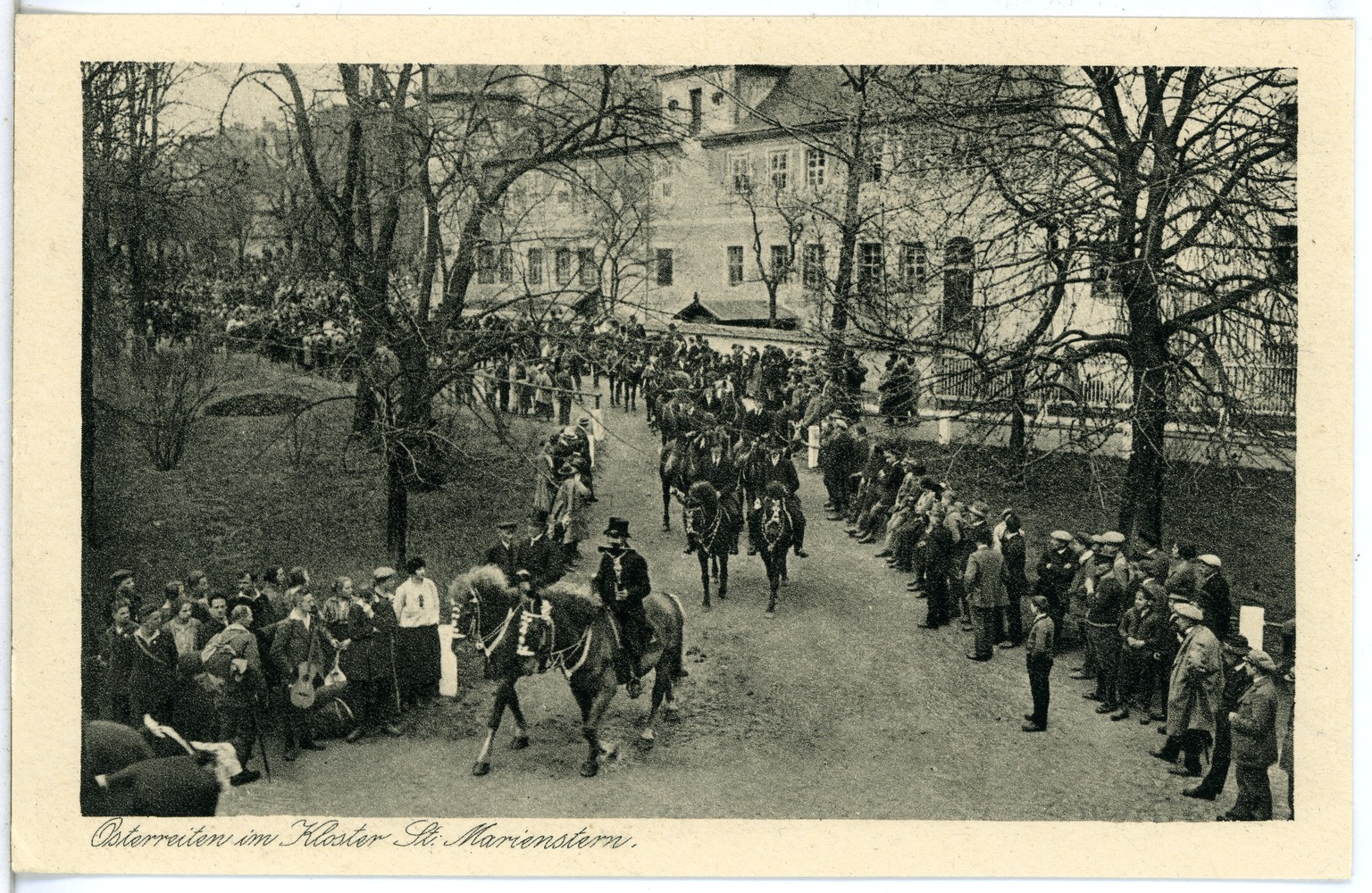
Jízda v klášteře Marienstern na historickém snímku
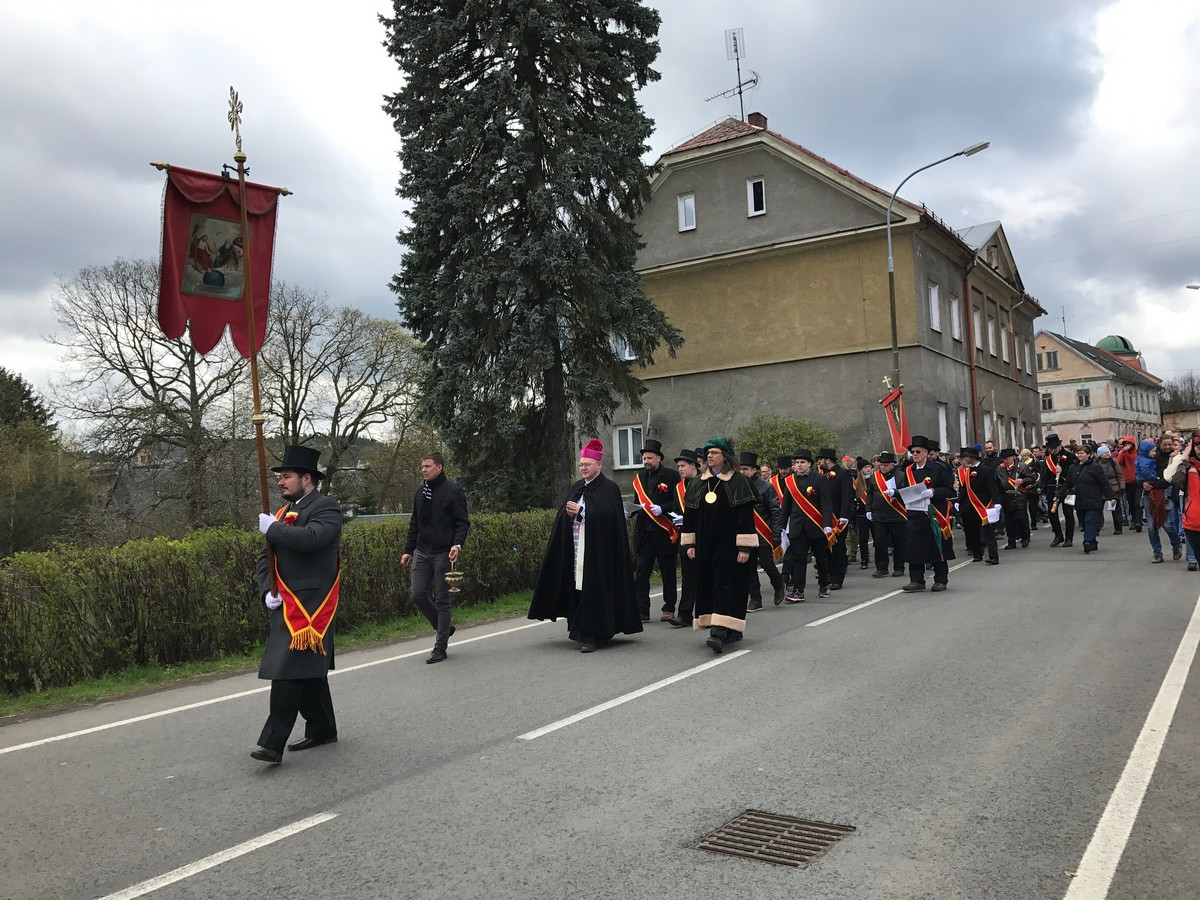
Průvod jezdců v Mikulášovicích (2017)
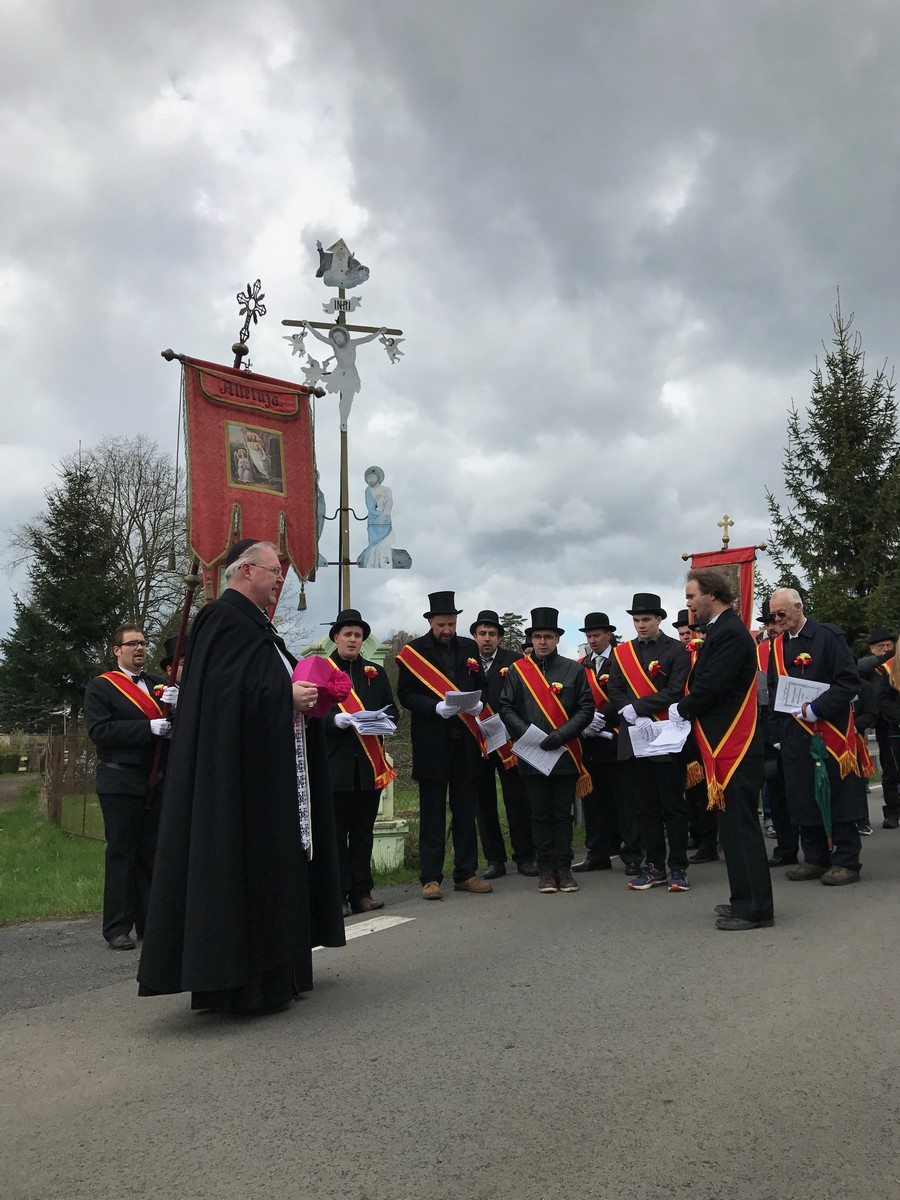
Velikonoční pěvci u kříže v Mikulášovicích (2017)
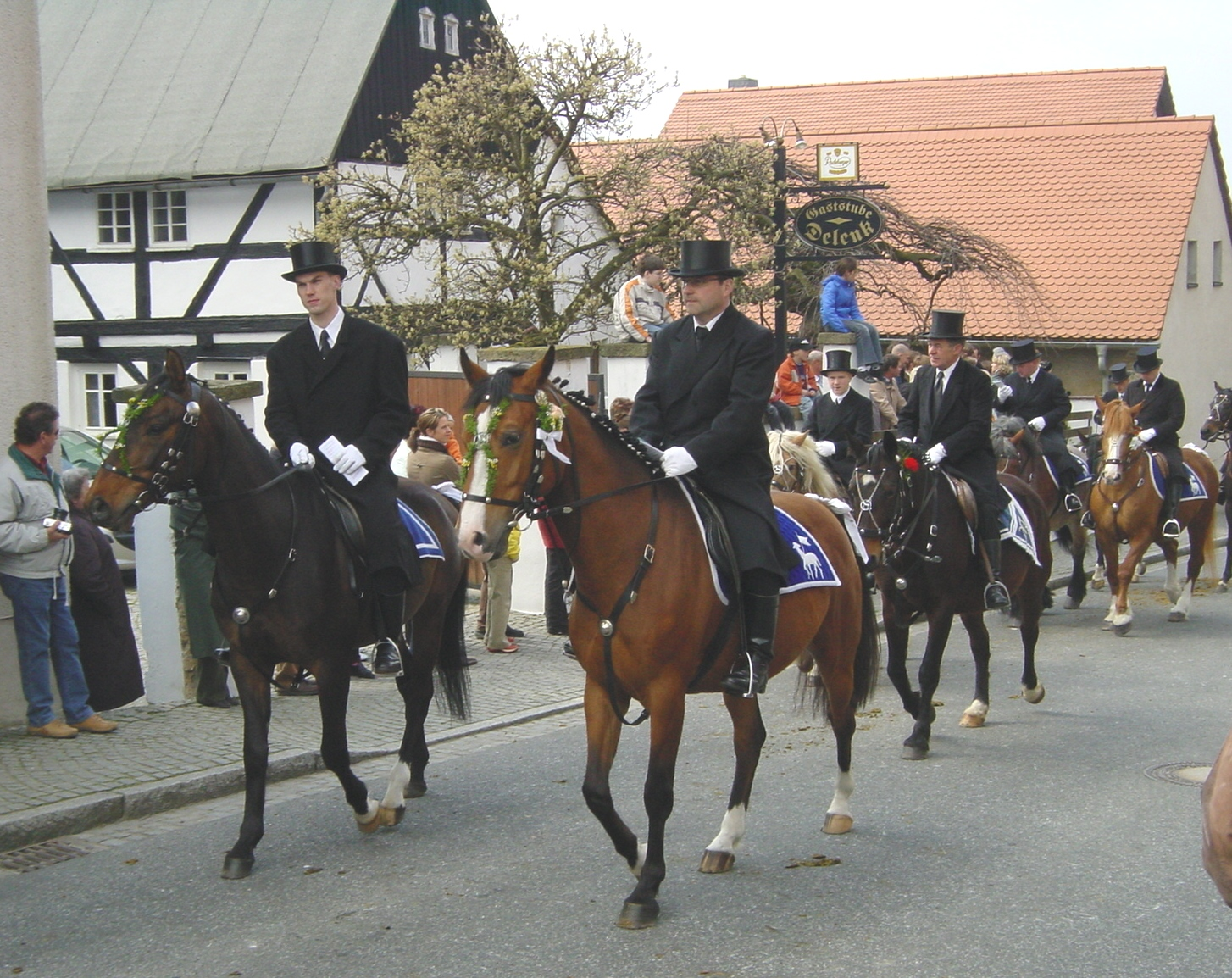
Jízda v Nebelschütz (2007)
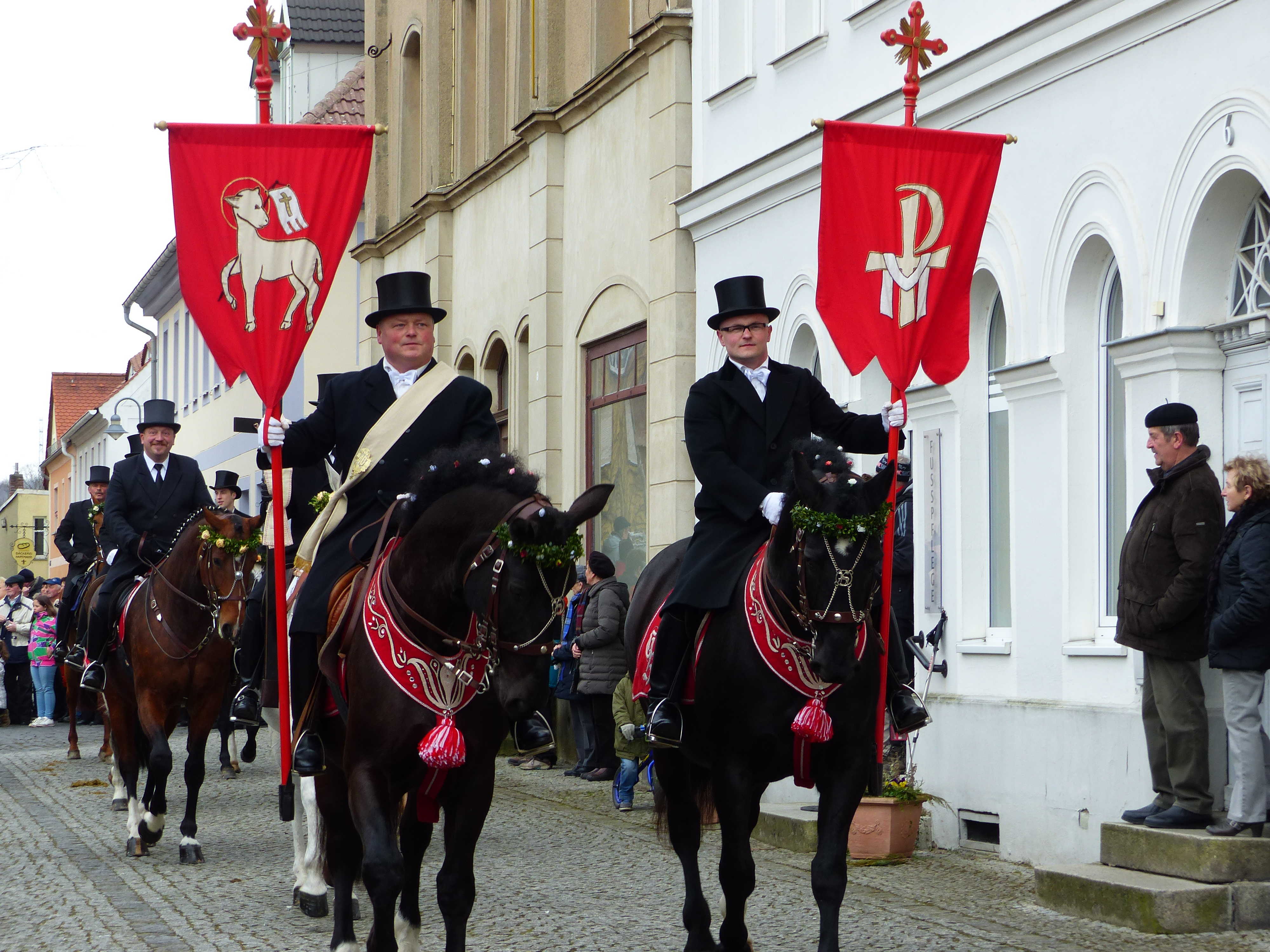
Jízda v Ostritz (2015)
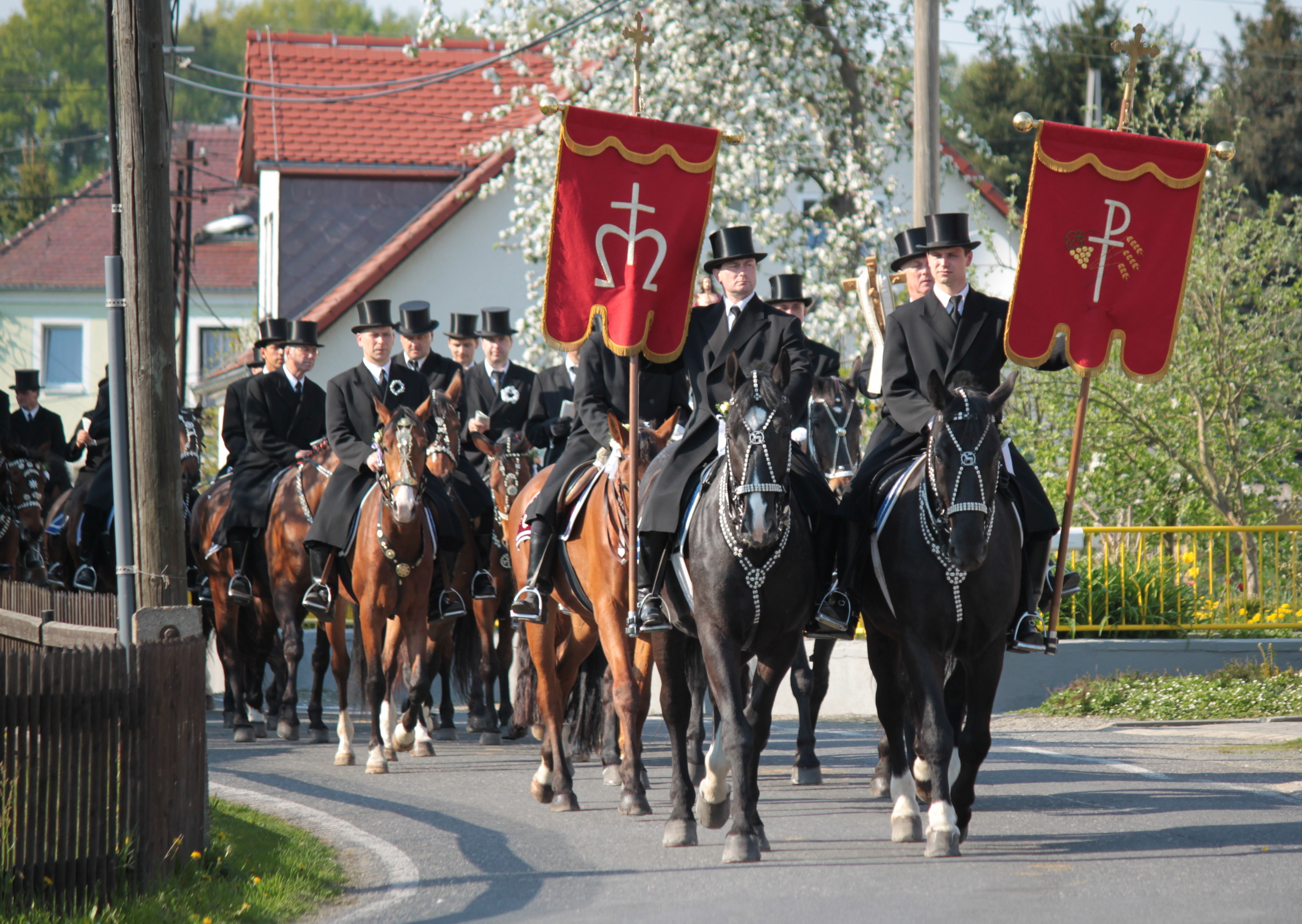
Jízda v Miltitz (2011)
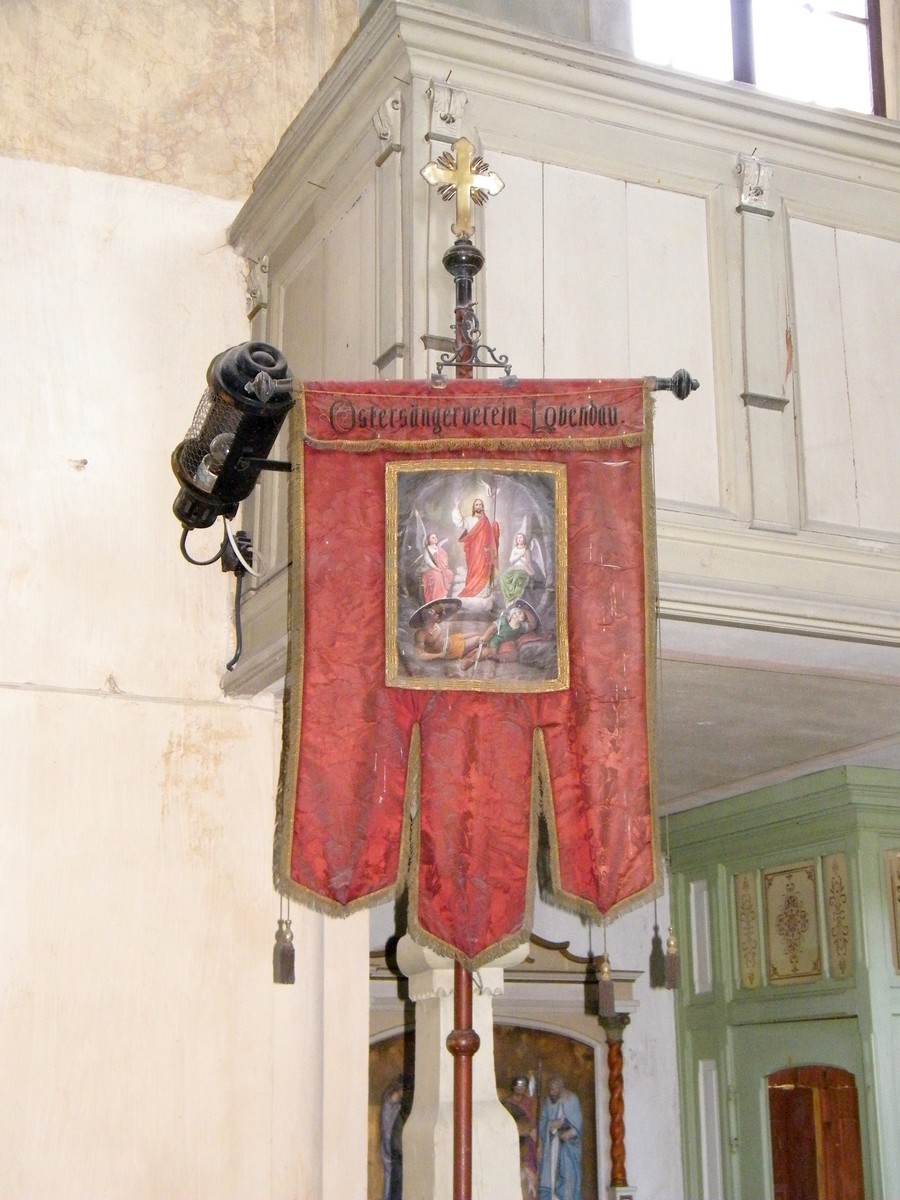
Předválečný prapor velikonočních jezdců v lobendavském kostele (2017)